# Baloi Permai
Baloi Permai is een bestuurslaag in het regentschap Batam van de provincie Riouwarchipel, Indonesië. Baloi Permai telt 37.675 inwoners (volkstelling 2010).